# Xã Freeland, Quận Lac qui Parle, Minnesota
Xã Freeland (tiếng Anh: Freeland Township) là một xã thuộc quận Lac qui Parle, tiểu bang Minnesota, Hoa Kỳ. Năm 2010, dân số của xã này là 102 người.